# Veronika decide di morire
Veronika decide di morire è un romanzo di Paulo Coelho del 1998.

## Trama
'Mantenetevi folli e comportatevi come persone normali.'
(incipit)
Veronika, ragazza slovena di 24 anni, non è felice della sua vita: anche se non ha problemi finanziari e non soffre d'amore, vuole semplicemente lasciare questa vita a causa della monotonia di tutti i giorni. Così, mandato giù un pugno intero di pillole per dormire, si abbandona al suo destino.
Si risveglia nella clinica privata per malati di mente  “Villete”, in Slovenia, dove viene a sapere dai medici che in seguito al suo tentativo di suicidio il suo cuore è stato gravemente danneggiato e resisterà ancora solo pochi giorni. Veronika inizialmente spera che tutto finisca velocemente, ma in quella clinica sembra che il tempo non passi mai. Lì conoscerà molte persone, Zedka, Mari, Eduard, persone che non hanno paura di dire ciò che pensano, perché in fin dei conti sanno di essere considerati “pazzi”. Con loro instaurerà un particolare rapporto di sincerità, provando sensazioni che non aveva mai conosciuto prima e scoprendo i lati più segreti e nascosti del suo Io.

## Adattamenti cinematografici
Nel 2005 dal romanzo di Coelho è stato realizzato il film giapponese Veronika wa shinu koto ni shita, diretto da Kei Horie su musiche di Andrea Morricone.
Nel 2009 è uscito il film Veronika Decides to Die, diretto dalla regista Emily Young. L'adattamento del libro vede Sarah Michelle Gellar nei panni di Veronika, la protagonista.

## Curiosità
Nel 2006 la Doom Metal band danese Saturnus , pubblica il loro terzo full length album intitolato proprio Veronika Decides To Die , che trae spunto dal romanzo di Paulo Coelho.
Nel 2008 la punkrock band canadese dei Billy Talent pubblica il 3º album, contenente la canzone "St. Veronika" ispirata alla protagonista del romanzo e come omaggio allo scrittore, definito come proprio ispiratore dal gruppo.

## Edizioni
- Paulo Coelho, Veronika decide di morire, traduzione di Rita Desti, Mondolibri, 1999,  p. 184.
- Paulo Coelho, Veronika decide di morire, traduzione di Rita Desti, collana Narratori stranieri Bompiani, Bompiani,  p. 186.